# Grow a Garden
Grow a Garden je multiplayerová idle videohra vydaná v březnu 2025 na herní platformě Roblox. Je známá svým rekordním počtem hráčů, 21,3 miliony (CCU).Tento úspěch přišel krátce poté, co hra 17. května dosáhla 5 milionů hráčů (CCU), což je nejvyšší počet v jedné hře v historii Robloxu. Hra je ve společném vlastnictví jejího původního vývojáře a Splitting Point Studios, 20členného týmu, jehož vlastníkem je Janzen „Jandel“ Madsen. Další společnost, DoBig Studios, drží menšinový podíl.

## Hra
Grow a Garden je bezplatná hra s farmářskou tematikou, která funguje na principu idle. Hráč začíná s prázdným pozemkem mezi zemědělskými pozemky ostatních hráčů a herní měnou zvanou „Sheckles“ na nákup semen. Výsadbou a sklizní plodin může získat další Sheckles na nákup postupně exotičtějších rostlin. Rostliny rostou, i když hráči opustí server. Vestavěná prémiová měna Robloxu, Robuxy, může být použita k urychlení čekání a získání dalších výhod. Robuxy lze také použít ke krádeži úrody ostatních hráčů. 
Plodiny mohou získat různé mutace díky událostem (eventům) ve hře nebo díky speciálním nástrojům.

## Tým vývojářů
Tým je složen z více než 20 členů. Hlavní developer je Janzen “Jandel” Madsen.
Dalšími vývojáři jsou s Roblox přezdívkami JexSavron, Perthyz, jhailatte, DarkLemonPrince, yHasteeD, chimo88, Remorse (@Real_RemorsEcoDe), Chad_Skeleton, ZombieHours a mnoho dalších.

## Rekordy
31. května hra zdolala s 11,7 miliony hráčů 10 milionovou hranici
14. června se hra stala nejhranější na světě s 16,4 miliony hráči.
21. června hra měla neuvěřitelných 21,3 miliony hráčů.
12. července hra překonala rekord s 21,5 miliony hráči
19. července hru hrálo 22 milionů hráčů

## Zajímavosti
26. července byl hostem updatu Travis Kelce